# Thyssen-Bornemisza Múzeum

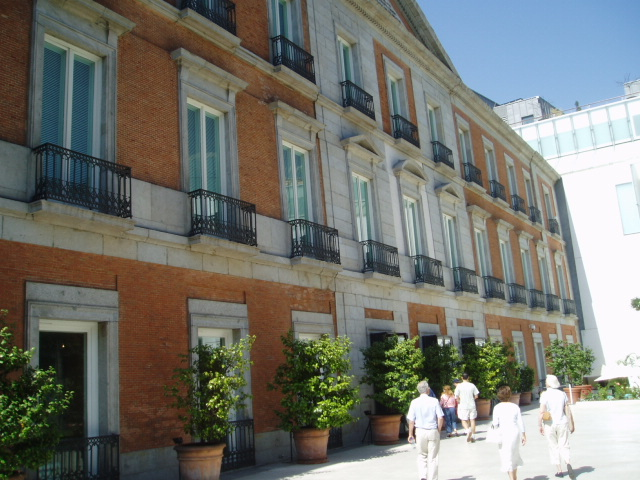
Museo Thyssen-Bornemisza

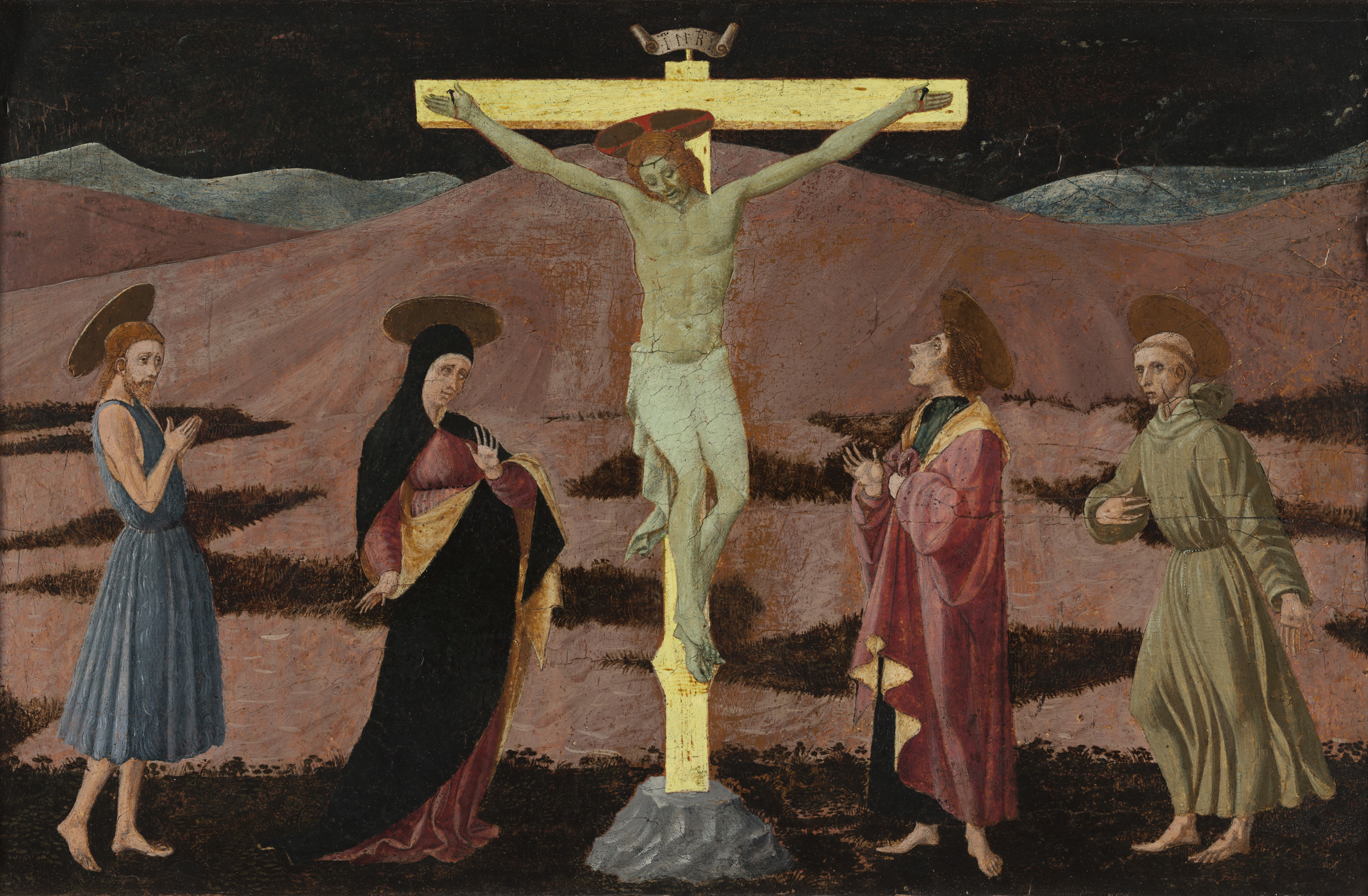
Paolo Uccello – Keresztre feszítés, Szűz Máriával, Keresztelő Szent Jánossal, Szent János evangélistával és Szent Ferenccel

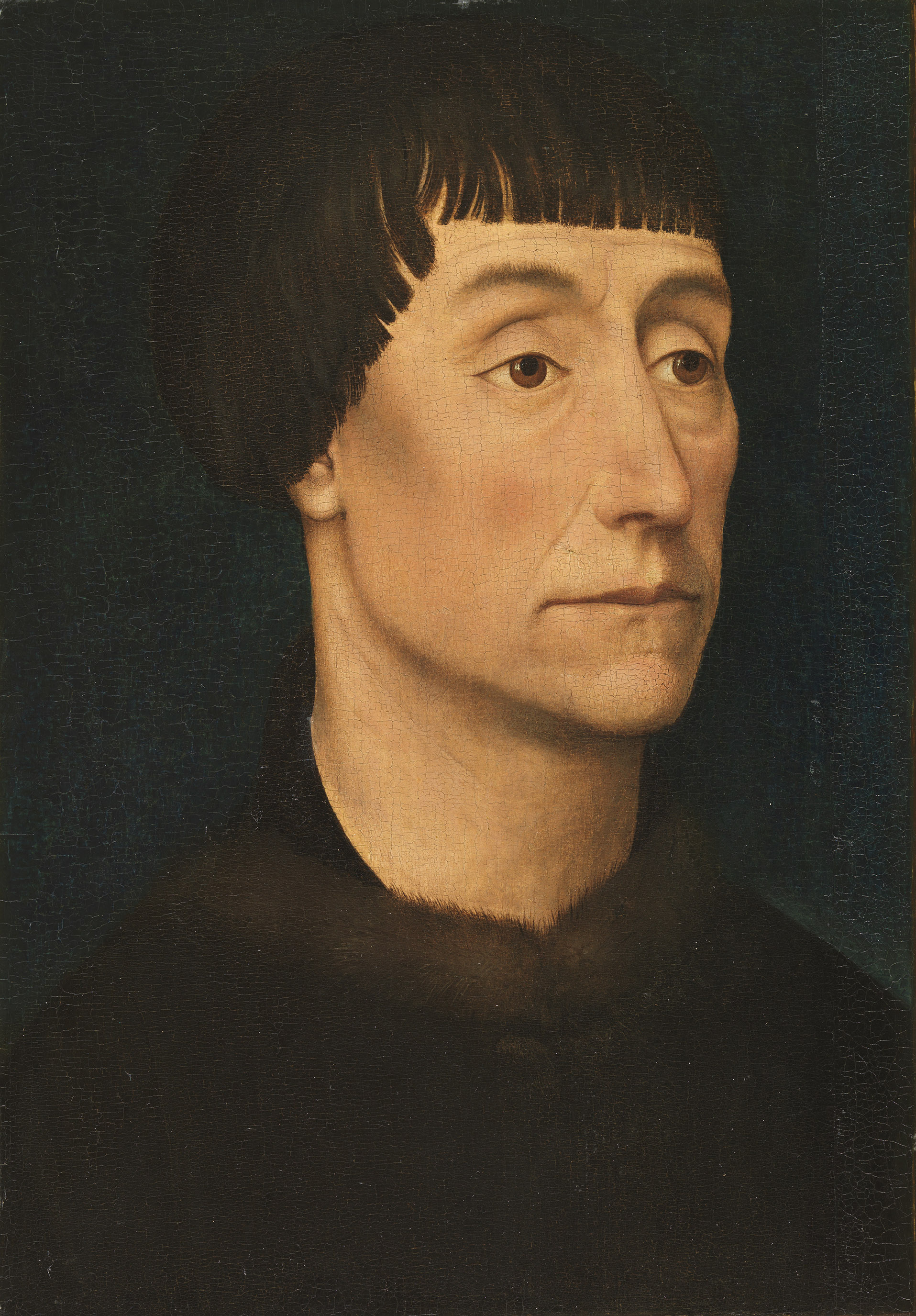
Rogier van der Weyden – Férfi képmása (Pierre Beffrement, Charny hercege)

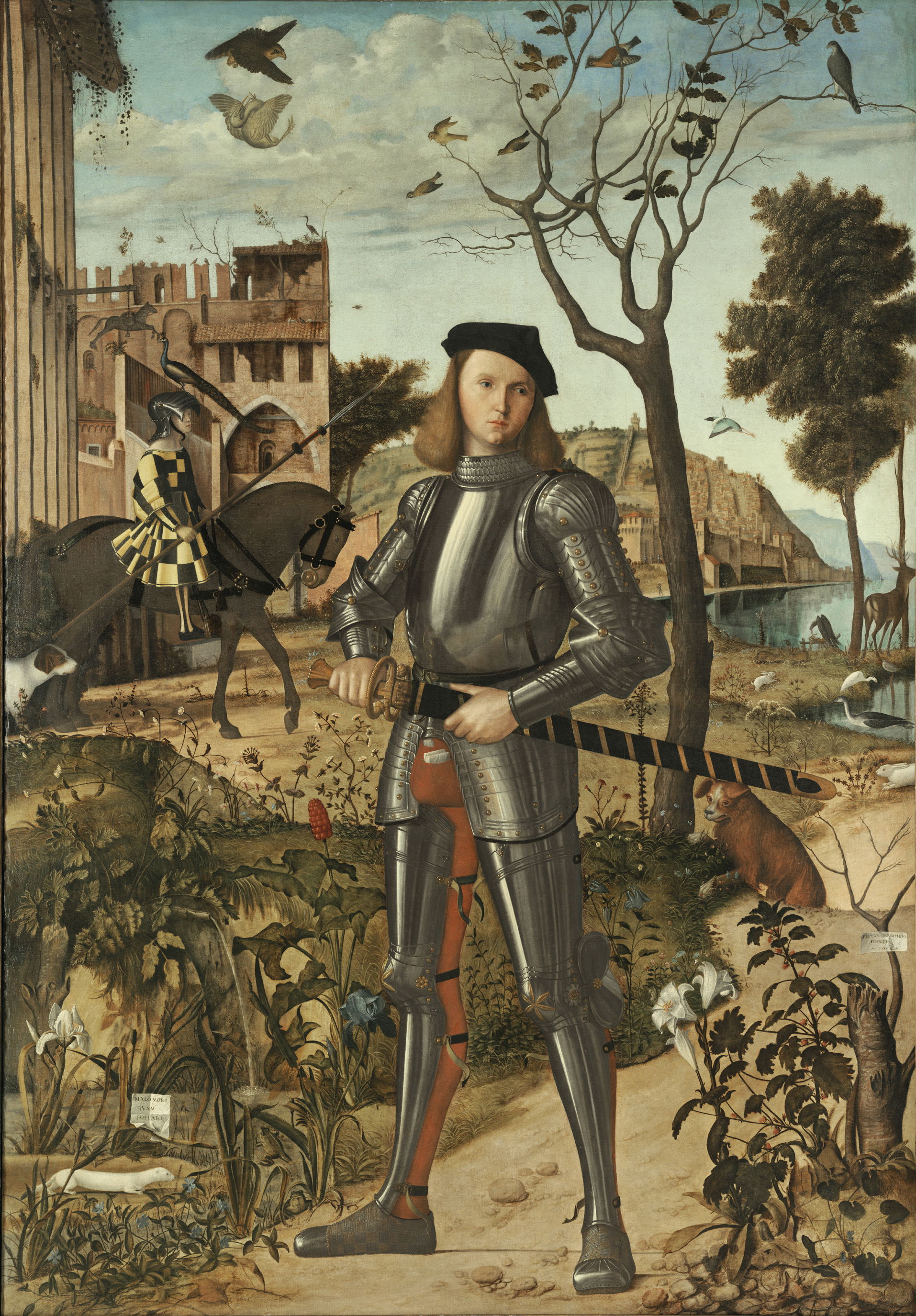
Vittore Carpaccio – Tájkép fiatal lovaggal

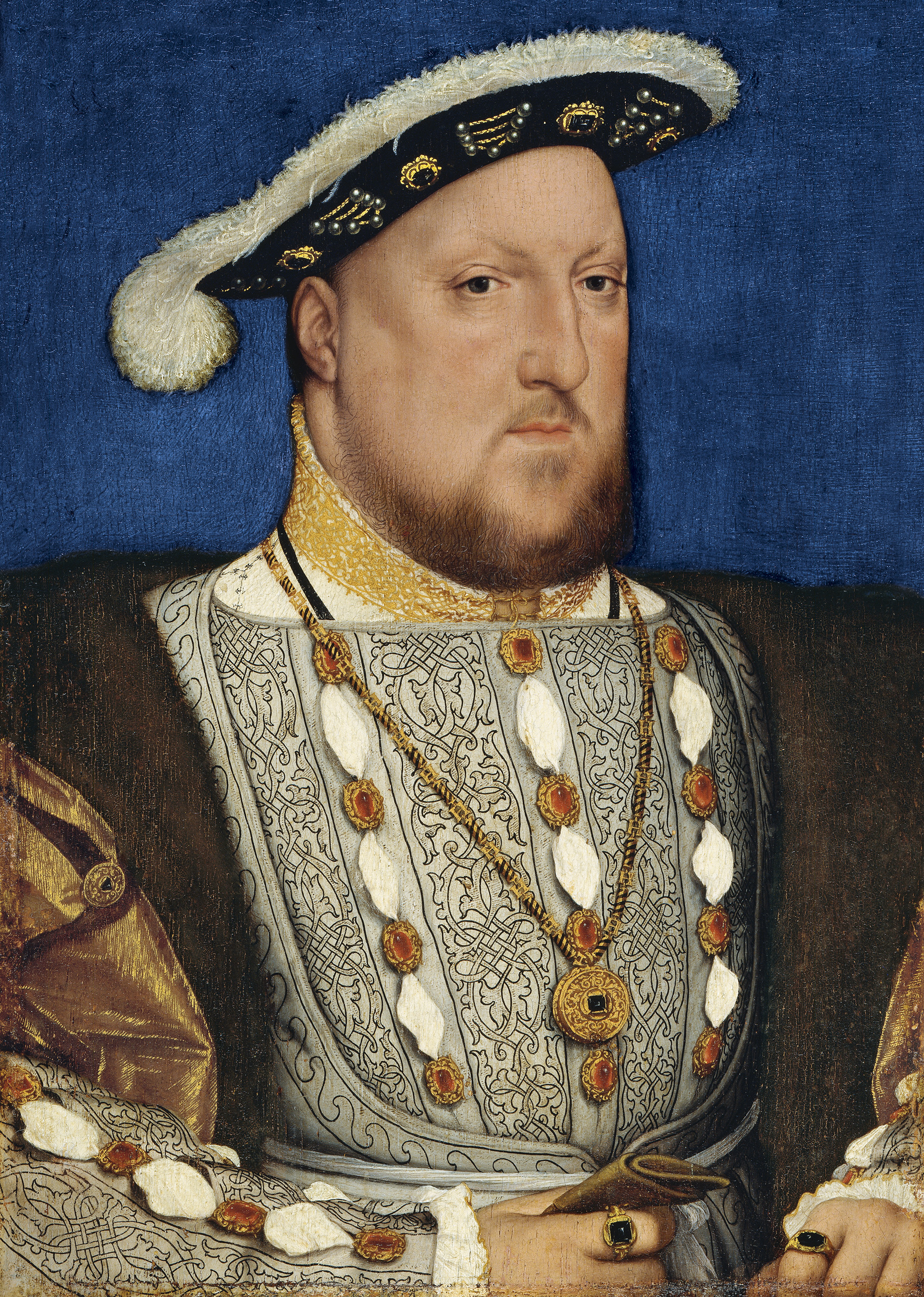
Ifjabb Hans Holbein – VIII. Henrik képmása

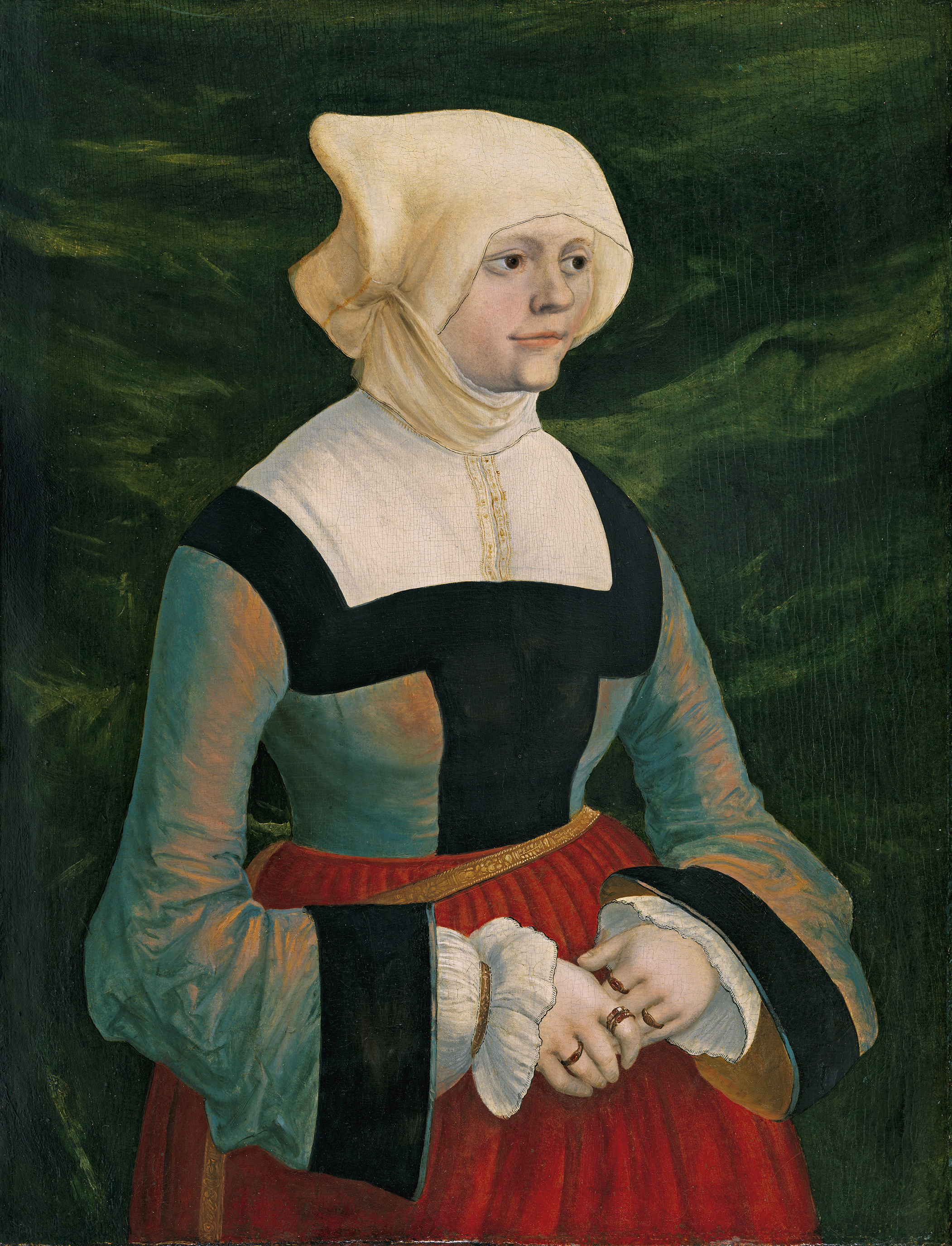
Albrecht Altdorfer – Egy hölgy portréja

Id. Lucas Cranach – Fekvő nimfa

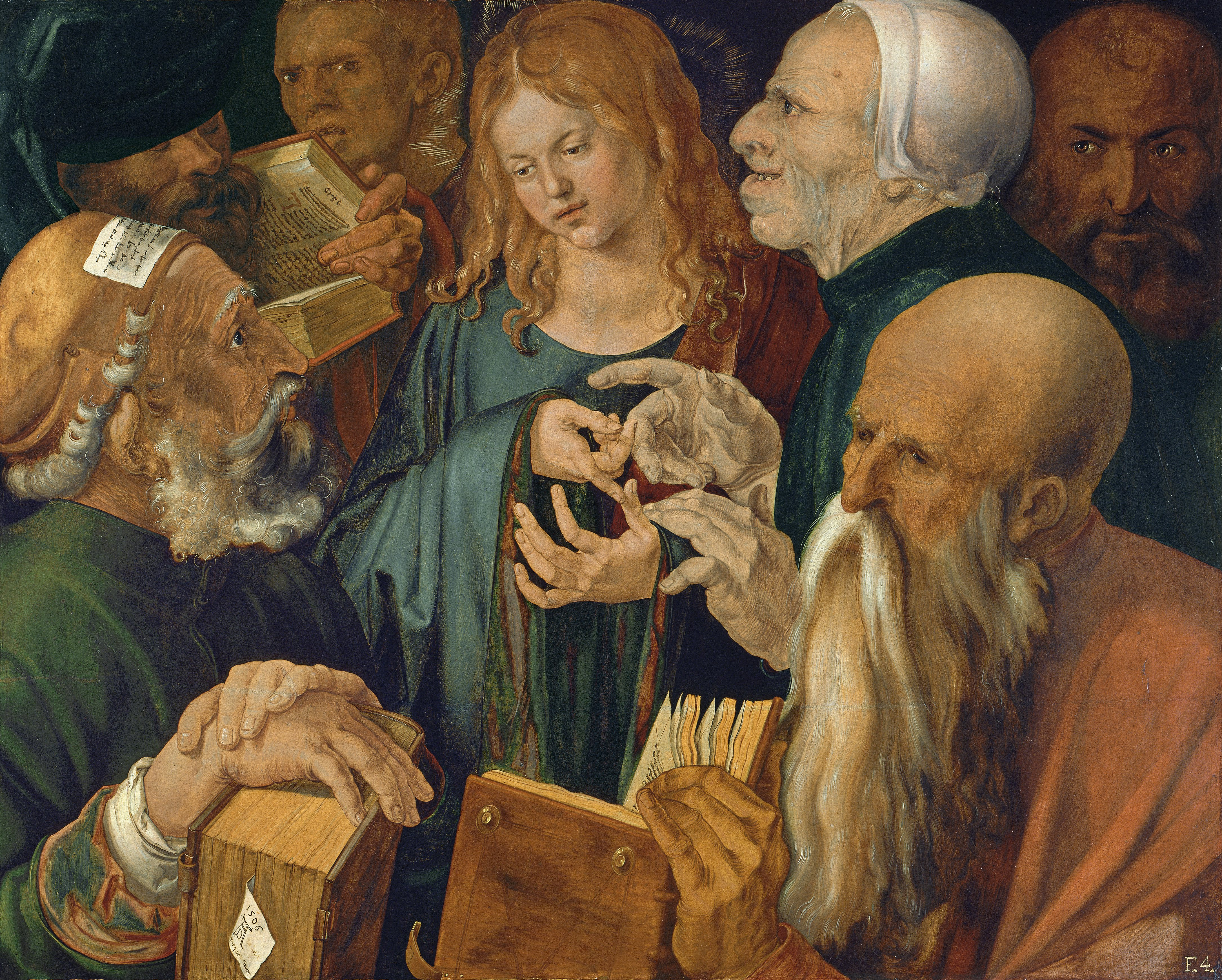
Albrecht Dürer – Krisztus a doktorok közt

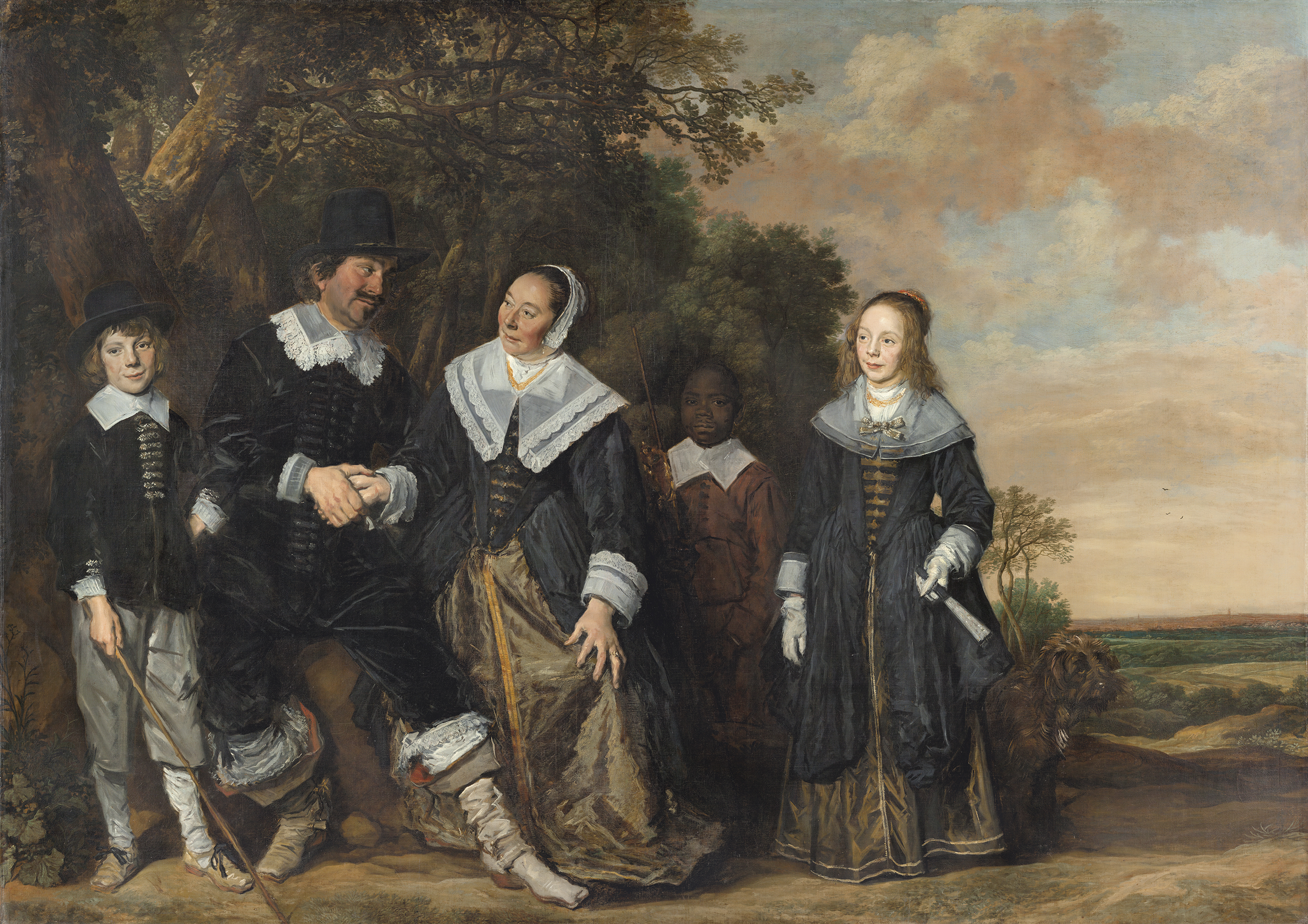
Frans Hals – Család szolgával

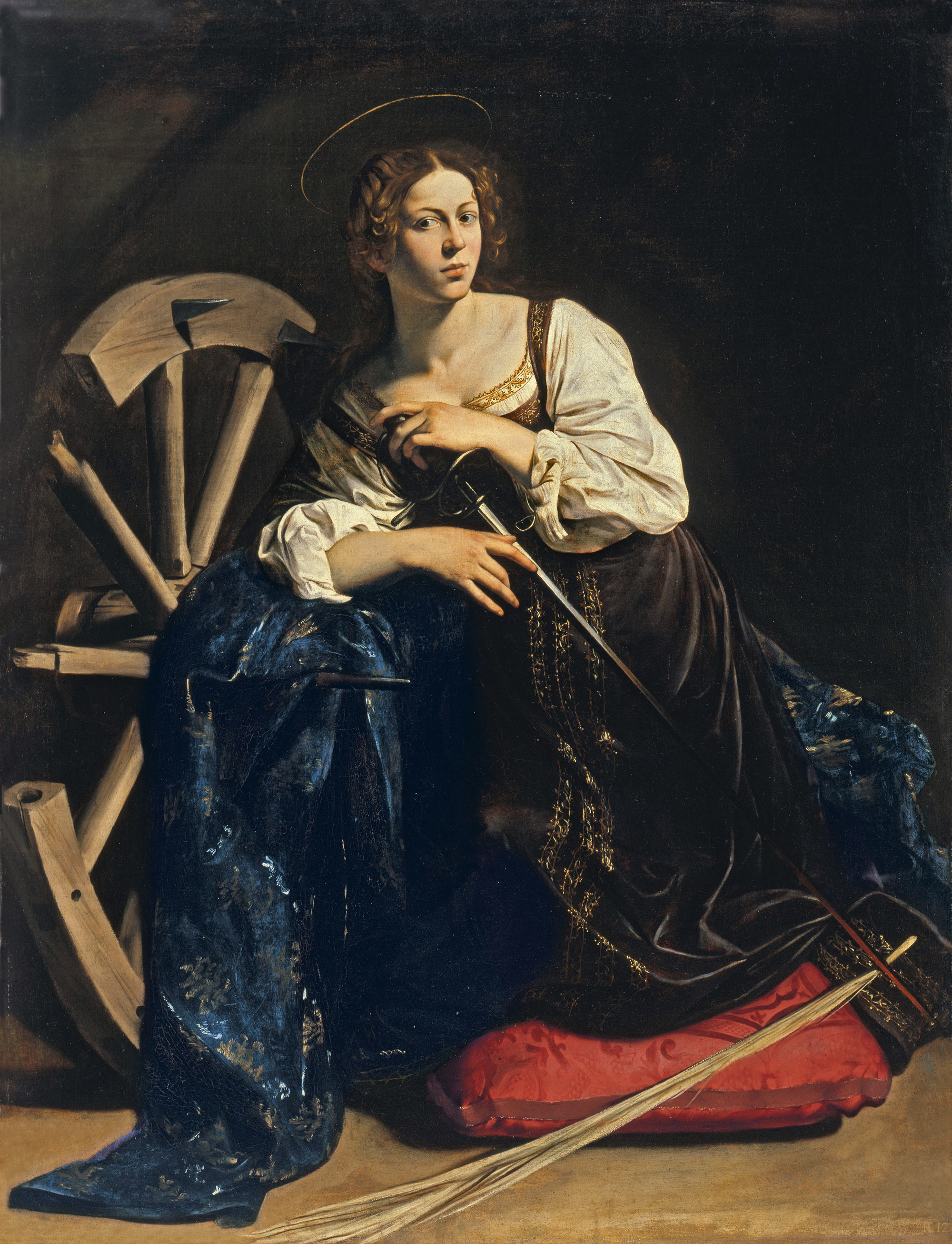
Caravaggio – Alexandriai Szent Katalin

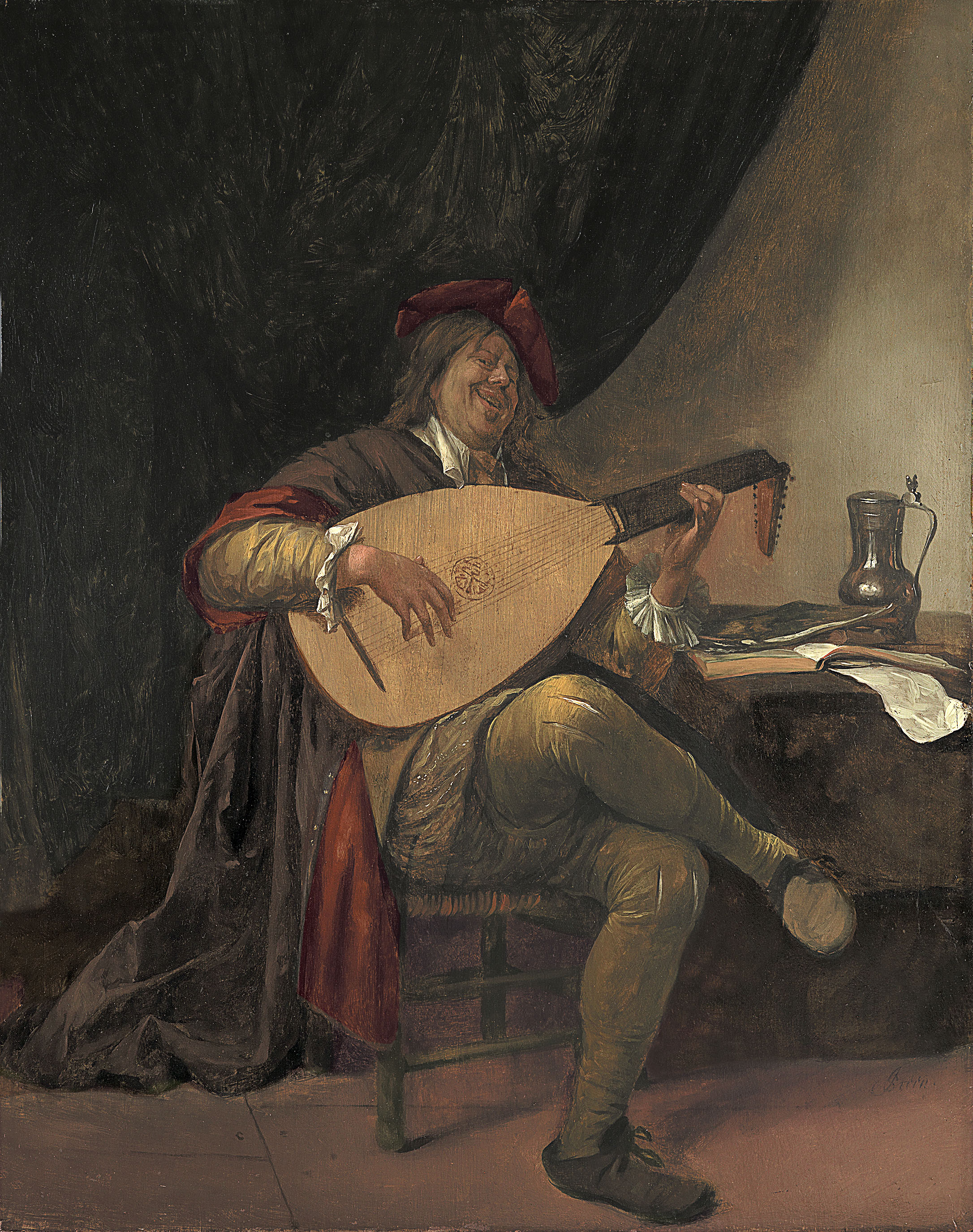
Jan Steen – Önarckép lanttal

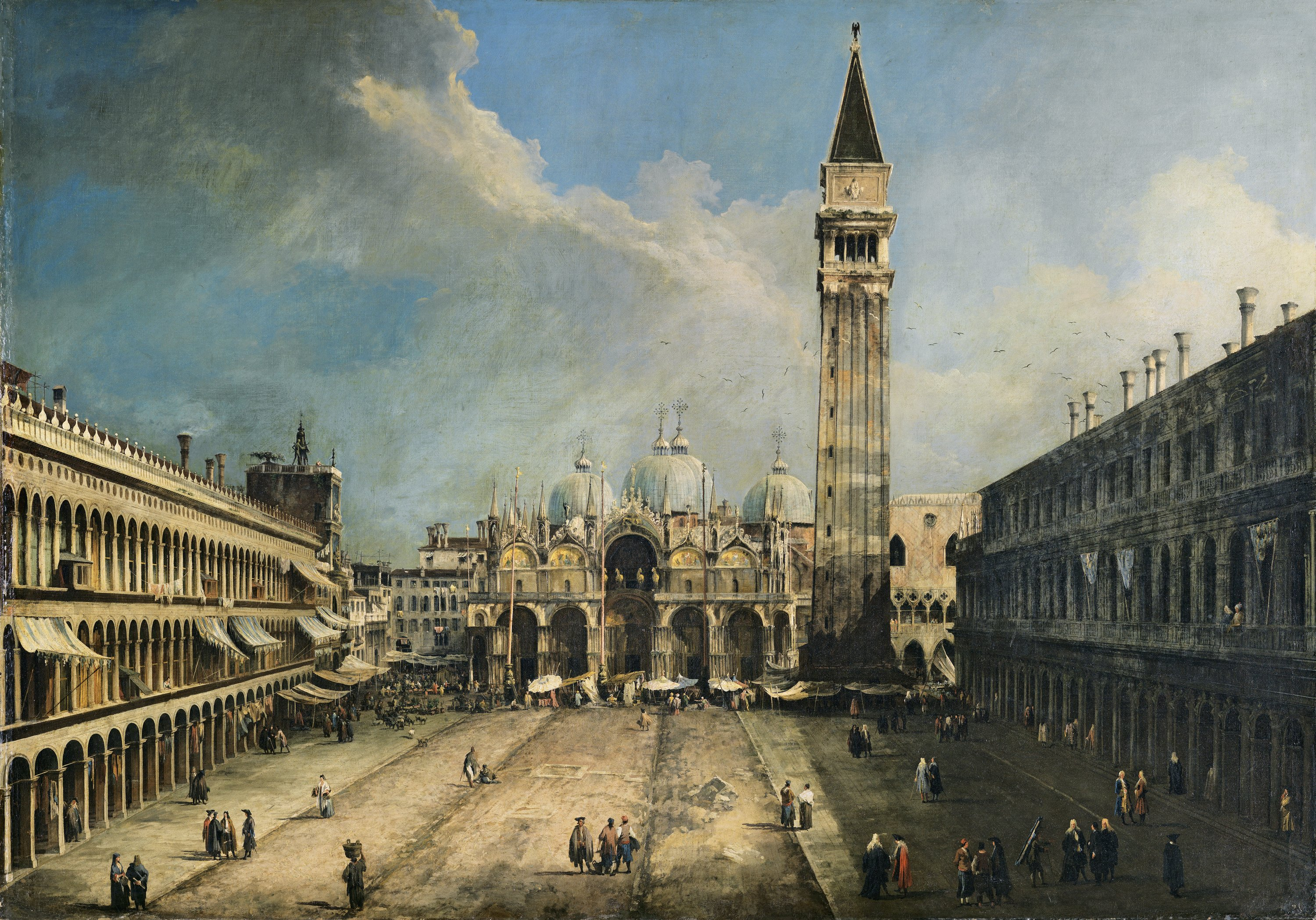
Canaletto – A Szent Márk tér látképe

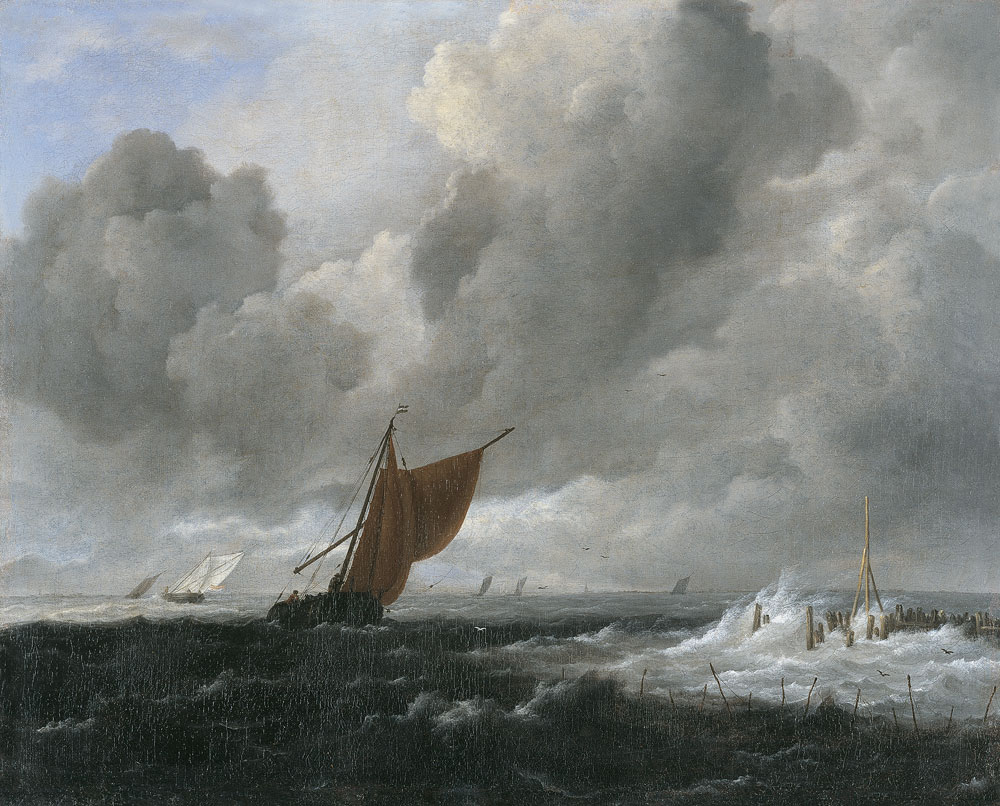
Jacob van Ruisdael – Viharos tenger vitorlásokkal

A Thyssen-Bornemisza Múzeum Madridban a klasszicista Villahermosa-palotában, a Prado közvetlen közelében található. Szintén nincs messze a Zsófia Királyné Kulturális Központtól. Ezt a három nagyszerű galériát együtt a Művészet arany háromszögeként emlegetik. A Thyssen-Bornemisza Múzeum mintegy hétszáz festményt bemutató madridi gyűjteménye mellett, Barcelonában a Palau Nacionalban is fenntart egy kisebb állandó kiállítást.

## Története
A gyűjtemény első darabjait – hat szobrot Rodintől – August Thyssen, a dúsgazdag német acélgyáros vásárolta. A tudatos gyűjtést harmadik fia – Heinrich – kezdte, aki Bornemisza Margittal való házassága révén bárói címet szerzett. A gyorsan gyarapodó gyűjtemény darabjait 1937-től a családnak a Luganói-tó partján fekvő nyaralója, a Villa Favorita mellett épített galériában mutatták be. A gyűjtemény ez idő tájt mintegy ötszáz festményből állt, köztük Dürer, id. Lucas Cranach, Jan van Eyck, Caravaggio, Tiziano, Rembrandt, Canaletto, Watteau, Corot, Courbet műveivel. A báró halála után a címet és gyűjtemény nagy részét kisebbik fia Hans Heinrich örökölte, aki folytatta a régi mesterek műveinek gyűjtését, majd a hatvanas évektől a modern festészet felé fordult. Az impresszionizmus, expresszionizmus, kubizmus, és az orosz avantgárd sok nagyszerű alkotása került a múzeumba. A gyűjteményt Hans Heinrich gazdagította a 19. századi amerikai festészet kiemelkedő darabjaival is.
Az 1980-as évekre nyilvánvalóvá vált, hogy a Villa Favorita nem képes már a megnövekedett gyűjtemény befogadására. Az új galéria helyszínéül az 1805-ben Antonio López Aguado tervei alapján épült madridi Villahermosa-palotát választották. Míg az épület homlokzata változatlan maradt, belső tereket Rafael Moneo spanyol építész tervei szerint teljesen átalakították egy korszerű múzeum igényeinek megfelelően.

## A gyűjtemény
A képtár az európai és – kisebb részben – amerikai festészet nagyjait sorakoztatja fel a 14. századtól a 20. századig. Bár a gyűjtemény nagy, mégis emberi léptékű, jól rendezett és kényelmesen bejárható. A teljesség igénye nélkül néhány mű a kollekcióból:

### 14. század
- Duccio – Krisztus és a szamáriai asszony, 1310–11
- Taddeo Gaddi – Krisztus születése, 1325
- Pietro da Rimini – Krisztus születése és jelenetek Krisztus gyerekkorából, 1330
- Bernardo Daddi – Madonna és a Gyermek, 1340–1345

### 15. század
- Robert Campin – Kövér ember arcképe, 1425
- Rogier van der Weyden – Férfi képmása (Pierre Beffrement, Charny hercege) 1464
- Jan van Eyck – Angyali üdvözlet, 1435–41
- Fra Angelico – Az alázatosság Madonnája, 1435–45
- Paolo Uccello – Keresztre feszítés, Szűz Máriával, Keresztelő Szent Jánossal, Szent János evangélistával és Szent Ferenccel, 1460–65
- Gentile Bellini – Angyali üdvözlet, 1465
- Antonello da Messina – Férfi képmása, 1475–76
- Jan Polack – Egy Benedek-rendi szerzetes portréja, 1484
- Hans Memling – Fiatal férfi képmása, 1485
- Domenico Ghirlandaio – Giovanna Tornabuoni portréja, 1488

### 16. század
- Fra Bartolomeo – A Szent Család Keresztelő Szent Jánossal, 1506–07
- Giovanni Bellini – Szent beszélgetés, 1505–10
- Albrecht Dürer – Krisztus a doktorok közt, 1506
- Jan Mostaert – Ábrahám és Hágár
- Id. Lucas Cranach – Fekvő nimfa, 1530–34
- Vittore Carpaccio – Tájkép fiatal lovaggal, 1510
- Sebastiano del Piombo – Ferry Carondelet és titkárai, 1510–12
- Raffaello – Fiatal férfi arcképe, 1515
- Idősebb Hans Holbein – Egy hölgy portréja, 1518–1520
- Lucas van Leyden – Kártyázók, 1520
- Albrecht Altdorfer – Egy hölgy portréja, 1522
- Ifjabb Hans Holbein – VIII. Henrik képmása, 1534–36
- Ifj. Lucas Cranach – Hölgyportré, 1539
- Agnolo Bronzino – Szent Sebestyén, 1525–28
- Lorenzo Lotto – Önarckép
- Tiziano – Madonna a Gyermekkel, 1545
- Tintoretto – Szenátorportré, 1570
- Paolo Veronese – Angyali üdvözlet, 1560
- Idősebb Jan Brueghel – Krisztus a Viharban a Galileai-tavon, 1596
- Caravaggio – Alexandriai Szent Katalin, 1597

### 17. század
- Ludovico Carracci – Jézus bemutatása a templomban, 1605
- El Greco – Szeplőtelen fogantatás, 1607–13
- Peter Paul Rubens – Sámson megvakítása, 1609–10
- Hercules Pietersz Seghers – Tájkép fegyveresekkel, 1625–35
- Hendrick Terbrugghen – Ézsau eladja elsőszülöttségi jogát, 1627
- Francisco de Zurbarán – Szent Casilda, 1630
- Anthony van Dyck – Jacques le Roy képmása, 1631
- José de Ribera – Krisztus siratása, 1633
- Diego Velázquez – Ausztriai Marianna, spanyol királynő portréja, 1655–57
- Rembrandt – Önarckép, 1643
- Jan Josephsz van Goyen – Téli tájkép emberekkel a jégen, 1643
- Salomon van Ruysdael – Alkmaar látképe a tenger felől, 1650
- Aelbert Cuyp – Tájkép naplemente után, 1645
- Jacob van Ruisdael – Viharos tenger vitorlásokkal, 1668
- Meindert Lubbertsz Hobbema – Mocsaras erdő, 1660
- Frans Post – Olifana romjai Brazíliában, 1665
- Frans Hals – Család szolgával, 1648
- Isaack van Ostade – Utas a kunyhó kapujában, 1649
- Emanuel de Witte – Egy gótikus templom hajója, 1669
- Jan Steen – Önarckép lanttal, 1652–55
- Nicolaes Maes - Hölgy portréja, 1667
- Gabriel Metsu – A szakács, 1657–67
- Pieter de Hooch – Az amsterdami Városháza tanácsterme, 1661–70
- Claude Lorrain – Menekülés Egyiptomba, 1663
- Bartolomé Esteban Murillo – Szűz Mária, a Gyermek és Palermói Szent Rosalina, 1670

### 18. század
- Jean-Antoine Watteau – A pihenés, 1709
- Canaletto – A Szent Márk tér látképe, 1723
- Giambattista Pittoni - Az Egyiptomba menekülő Szent Család pihenője, 1725, Polyxena feláldozása, 1730
- Jean-Baptiste Siméon Chardin – Csendélet hallal és macskával, 1728
- Giovanni Battista Tiepolo – Krisztus a Kálváriára vezető úton, 1728
- François Boucher – A toilette, 1742
- Jean-Honoré Fragonard – A hinta, 1750–1755
- Pietro Longhi – A csilkandozás, 1755
- Giovanni Domenico Tiepolo – Herkules apoteózisa, 1765
- Hubert Robert – Diana temploma Nîmes-ben
- Thomas Gainsborough – Sarah Buxton portréja, 1776–77
- Angelica Kauffmann – Vesta-szűznek öltözött hölgy képmása
- Francisco Goya – Asensio Juliá képmása, 1798

### 19. század
- Théodore Géricault – A lóverseny, 1826–27
- Eugène Delacroix – Orléans hercege megmutatja szeretőjét Burgundia hercegének, 1825–26
- Caspar David Friedrich – Húsvét reggel, 1833
- Arnold Böcklin – A forrás nimfája, 1855
- James Goodwyn Clonney – Horgászok Long Island mellett, 1847
- Winslow Homer – Wawerly Oaks, 1864
- Gustave Courbet – A Brême-patak, 1866
- Gustave Moreau – A Hangok, 1867
- Jean-Baptiste Camille Corot – Séta a Parc des Lions-ban Part Marley-ban, 1872
- Pierre-Auguste Renoir – Hölgy napernyővel, 1873
- Henri Fantin-Latour – Krizantémok, 1875
- Edgar Degas – Meghajló táncos, 1877–79
- Claude Monet – Olvadás Vétheuil-nél, 1881
- Édouard Manet – Hölgy lovaglóöltözetben, 1882
- Edvard Munch – Szürkület, Laura, a művész nővére, 1888
- Vincent van Gogh – Les Vessenots Auvers-ben, 1890
- Henri de Toulouse-Lautrec – Vörös hajú nő fehér blúzban, 1889
- Camille Pissarro – A rue Saint-Honoré esőben, 1897

### 20. század
- Paul Cezanne – Paraszt portréja, 1901–06
- Henri Matisse – Sárga virágok, 1902
- Pablo Picasso – Férfi klarinéttal, 1911–12
- Georges Braque – Nő mandolinnal, 1910
- Emil Nolde – Piros felhők, 1930
- Ernst Ludwig Kirchner – Térdelő női akt, 1912
- James Ensor – Maszkok a színházban, 1908
- Vaszilij Kandinszkij – Fehér oválisban, 1925
- Max Beckmann – Quappi rózsaszínben, 1932–34
- Egon Schiele – Hátradőlő akt 1910–11
- Paul Klee – Csendélet kockával, 1923
- Oskar Kokoschka- Max Schmidt portréja, 1912–14
- Piet Mondrian - New York City, New York, 1942
- Fernand Léger – A terasz, 1922
- Francis Picabia – Zavar, 1904
- Marc Chagall – A szürke ház, 1917
- George Grosz – Utcai jelenet, 1925
- Otto Mueller – Ülő nők a dűnéken, 1922
- Otto Dix – Hugo Erfurt és kutyája, 1926
- Moholy-Nagy László – Nagy vasúti festmény, 1920
- Max Ernst – 33 lány egy fehér lepkét keres, 1958
- Joan Miró Katalán paraszt gitárral, 1924
- Yves Tanguy – Kompozíció (Halott ember a családját nézi), 1927
- Paul Delvaux – Nő tükör előtt, 1936
- René Magritte – Kulcs a mezőkhöz, 1936
- Salvador Dalí – Álom, amit egy gránátalma körül repülő méh okozott egy másodperccel az ébredés előtt, 1944
- Willem de Kooning – Piros ember, bajusszal, 1971
- Jackson Pollock – Barna és ezüst, 1951
- Mark Rothko – Zöld és gesztenyebarna, 1961
- Roy Lichtenstein – Nő a fürdőkádban, 1963
- Richard Lindner – Hold Alabama fölött, 1963
- Alberto Giacometti – Nő portréja, 1965
- Francis Bacon George Dyer arcképe egy tükörben, 1968